# Hilde Gerg
Hilde Gerg (Lenggries, 19 oktober 1975) is een Duits voormalig alpineskiester. Op de Olympische Winterspelen 1998 won ze twee medailles, één gouden en één bronzen, op respectievelijk de slalom en de combinatie. Ook won ze drie bronzen medailles op de wereldkampioenschappen alpineskiën, verspreid over haal hele carrière. Op haar laatste wereldkampioenschap in 2005 won ze een gouden medaille, in de landenwedstrijd met de Duitse ploeg.

## Resultaten

### Olympische Winterspelen
| Jaar | Plaats         | Resultaten                                                                 |
| ---- | -------------- | -------------------------------------------------------------------------- |
| 1994 | Lillehammer    | 18e Super G                                                                |
| 1998 | Nagano         | Alpine combinatie · 13e Reuzenslalom · Slalom · 10e Super G · 10e Afdaling |
| 2002 | Salt Lake City | DNF Alpine combinatie 5e Super G 4e Afdaling                               |

### Wereldkampioenschappen
| Jaar | Plaats                 | Resultaten                                                                 |
| ---- | ---------------------- | -------------------------------------------------------------------------- |
| 1996 | Sierra Nevada          | 10e Alpine combinatie 17e Reuzenslalom 13e Slalom 19e Super G              |
| 1997 | Sestriere              | Alpine combinatie · 14e Reuzenslalom · 6e Slalom · Super G · 15e Afdaling  |
| 1999 | Vail-Beaver Creek      | 4e Alpine combinatie DNF1 Reuzenslalom DNF2 Slalom 4e Super G 12e Afdaling |
| 2001 | Sankt Anton am Arlberg | Super G · 6e Afdaling                                                      |
| 2003 | Sankt Moritz           | 20e Super G 14e Afdaling                                                   |
| 2005 | Bormio                 | 13e Super G · 8e Afdaling · Landenwedstrijd                                |

### Wereldbeker
Eindklasseringen
| Seizoen   | Algm   | AD     | SL    | RS | SG    | SC     |
| --------- | ------ | ------ | ----- | -- | ----- | ------ |
| 1992/1993 | 106    | –      | 48    | –  | —     | —      |
| 1993/1994 | 18     | 48     | 39    | 29 | Brons | 15     |
| 1994/1995 | 37     | 45     | 43    | 34 | 17    | 8      |
| 1995/1996 | 15     | 22     | 24    | 17 | 11    | Brons  |
| 1996/1997 | Brons  | 7      | 15    | 9  | Goud  | Zilver |
| 1997/1998 | Brons  | 5      | Brons | 9  | 7     | Goud   |
| 1998/1999 | Zilver | 4      | 17    | 14 | 6     | Goud   |
| 1999/2000 | 26     | 14     | 37    | 57 | 10    | —      |
| 2000/2001 | 32     | 11     | –     | –  | 28    | 11     |
| 2001/2002 | 4      | 4      | –     | 41 | Goud  | 9      |
| 2002/2003 | 14     | 6      | –     | 39 | 7     | —      |
| 2003/2004 | 4      | Zilver | –     | 35 | 4     | —      |
| 2004/2005 | 7      | Zilver | –     | –  | 5     | 23     |

Wereldbekerzeges
| Datum            | Plaats               | Onderdeel         |
| ---------------- | -------------------- | ----------------- |
| 6 februari 1994  | Sierra Nevada        | Super G           |
| 12 december 1996 | Val-d'Isère          | Super G           |
| 28 november 1997 | Mammoth Mountain     | Parallelslalom    |
| 20 december 1997 | Val-d'Isère          | Alpine combinatie |
| 11 januari 1998  | Bormio               | Slalom            |
| 31 januari 1998  | Åre                  | Alpine combinatie |
| 18 december 1998 | Veysonnaz            | Afdaling          |
| 20 december 1998 | Veysonnaz            | Alpine combinatie |
| 2 januari 1999   | Maribor              | Super G           |
| 8 maart 2001     | Åre                  | Afdaling          |
| 15 december 2001 | Val-d'Isère          | Super G           |
| 11 januari 2002  | Saalbach-Hinterglemm | Afdaling          |
| 12 januari 2002  | Saalbach-Hinterglemm | Afdaling          |
| 25 januari 2002  | Cortina d'Ampezzo    | Super G           |
| 29 november 2002 | Aspen                | Super G           |
| 6 december 2002  | Lake Louise          | Afdaling          |
| 11 januari 2004  | Veysonnaz            | Super G           |
| 17 januari 2004  | Cortina d'Ampezzo    | Afdaling          |
| 4 december 2004  | Lake Louise          | Afdaling          |
| 21 december 2004 | Sankt Moritz         | Super G           |